# John Tesch
Johan "John" Martin Tesch, född 15 februari 1846 i Eksjö, död 16 februari 1918 i Malmö, var en svensk apotekare och bankman.

## Biografi
John Tesch var son till handlaren Johan Wilhelm Tesch och Emilie Mathilda Justelius. Han studerade vid läroverket i Eksjö, blev apotekselev 1860 och avlade farmacie studiosiexamen 1865 samt apotekarexamen 1873. Efter studieresa till kontinenten tjänstgjorde han vid apotek i Norrköping 1873–1875, inköpte han apoteket Lejonet i Malmö 1881 och sålde det 1898. Under hans ledning nådde apoteket ett utomordentligt uppsving och blev ett av de största i Europa. Dess verksamhetsområde utvidgades väsentligt bland annat genom att Tesch etablerade förbindelser i utlandet i droger och medicinalier. De gamla lokalerna blev för trånga, och en nybyggnad påbörjades 1897. Efter att ha lämnat apoteksrörelsen började Tesch efter hand ta del i större företag. 1905 stiftade han AB Malmö Folkbank, där han var styrelseordförande och jourhavande direktör till dess uppgående i AB Industribanken 1917. 1916 erhöll han den nyinrättade befattningen som schweizisk konsul i Malmö. Med många intressen var Tesch från 1892 styrelseledamot i Malmö museum. Han utövade stor hjälpsamhet och deltog aktivt i flera välgörande institutioners arbete.